# 福斯原子能
福斯原子能(英文:Fox Atomic)是二十世紀福斯和福斯探照燈影業於西元2006年創立的電影公司，主要發行喜劇片和B級片，該公司也有漫畫部門。
於2008年，因為業績不佳，福斯原子能縮減了其影視業務並關閉了所有營銷部門。福斯原子能最終於2009年倒閉。

## 主要作品

福斯原子能漫畫

- 28週毀滅倒數：全球封閉(2008)
- 畢業生行不行(2009)